# Господин Прохарчин
Господин Прохарчин (рус. Господин Прохарчин) је приповетка Фјодора Михајловича Достојевског која је први пут објављена 1846. године.

## Опис
Господин Прохарчин је кратка прича написана 1846. године инспирисана истинитим догађајем.
Прича описује живот тврдице Прохарчина. Он живи изузетно лош живот, скромно једе и спава на душеку директно на поду. Његова газдарица и остали станари га жале. Међутим, после његове смрти, они су на крају открили да је човек био, у ствари, богат и живео је сиромашно добровољно. Он је своје богатство крио унутар његовог душека...